# Приключения Кэтлин
Приключения Кэтлин (англ. The Adventures of Kathlyn) — американский киносериал, выпущенный 29 декабря 1913 года компанией Selig Polyscope сериал, был снятый в Чикаго, штат Иллинойс, у сериала было выпущено тринадцать эпизодов были сняты Фрэнсисом Дж. Грандоном по рассказу Гарольда МакГрата и Гилсона Уиллетса, заглавная героиню сериала Кэтлин Уильямс. Роман Гарольда Макграта с таким же названием был выпущен несколькими днями позже, в январе 1914 года, чтобы попасть в книжные магазины в то же время, когда сериал шел в кинотеатрах.
«Приключения Кэтлин» были вторым сериалом, когда-либо созданным американской киностудией, и считаются первым из захватывающих сериалов, которые стали чрезвычайно популярными в течение следующего десятилетия.
Успех сериала породил одноименный полнометражный фильм 1916 года с практически той же съемочной группой и актерским составом.

## Список серий
- 1). Приключения Кэтлин
- Два испытания
- Храм Льва
- Королевский раб
- Полковник в цепях
- Три мешка серебра
- Сад невест
- Жестокая корона
- Завороженное множество
- Воительница
- Кованый пергамент
- Воля короля
- Суд смерти